# 新ベトナム革命党
新ベトナム革命党（ベトナム語: Tân-Việt Kách-mệnh Đảng、1925-1930年）はベトナム独立運動の中でグエン・チ・ミンカイによって設立された革命政党である。

## 歴史
1920年代のフランス領インドシナにおける公然たる民主愛国運動の中、1925年7月14日、インドシナ教育大学の学生とアンナンの元政治犯の数人が、ベトナム復古協会（ベトナム語: Hội Phục Việt）を設立した。
フランス当局に愛国者ファン・ボイ・チャウの釈放を求めるビラを撒き、摘発された後（1925年11月）。ベトナム復古協会は何度か名前を変え、1928年7月、最終的に新ベトナム革命党（ベトナム語: Tân-Việt Kách-mệnh Đảng）となった。
新ベトナム革命党は、若い知識人や愛国的な小ブルジョア青年を集め、主にアンナンで活動した。 ベトナム革命青年同志会が盛んだったころに生まれ活動し、マルクスレーニン主義の理論が大きな影響を与えた新ベトナム革命党は、多くの愛国的青年を集めた。
その活動中、党は左翼と右翼の2つの傾向に分かれた。最終的には、共産主義を受け入れる左派の傾向が優勢となった。一部のメンバーはホー・チー・ミン率いる革命青年同志会（1925年11月設立）に移籍し、ベトナム共産党に続く新党設立に向けた準備を積極的に行った。
1929年に共産化し、インドシナ共産主義連盟（Đông Dương Cộng sản Liên đoàn）として改組し、ベトナム共産党の基盤を形成した1929年から1930年の3つの共産主義グループの1つとなった。

## 参照
- ベトナム革命青年同志会
- インドシナ共産主義連盟